# Babycurus buettneri
Babycurus buettneri là một loài bọ cạp độc trong chi Babycurus thuộc họ Buthidae. Loài bọ cạp này hiện hành phân bố ở Cameroon, Cộng hòa Trung Phi, Guinea Xích Đạo, Gabon và ở Cộng hòa Congo. Babycurus buettneri có thể có chiều dài đo được lên đến 55–68 milimét (2,2–2,7 in). Màu sắc cơ bản của chúng là từ màu nâu đỏ cho đến màu nâu đậm.